# عزلة ربع الوادي (الحديدة)

تعديل مصدري - تعديل

عزلة الزهرة ربع الوادي هي إحدى عزل مديرية الزهرة في محافظة الحديدة اليمنية ويبلغ تعداد سكانها 43260 نسمة حسب التعداد السكاني في اليمن لعام 2004.